# El Rey León: Operación Dominios del Clan
El Rey León: Operación Dominios del Clan es un videojuego de aventura point-and-click para PC que está basado en la saga El Rey León de Disney. Fue desarrollado y publicado por Disney Interactive Studios en el año 2004 a nivel mundial. El juego es una aventura sencilla y apuntada al público infantil, protagonizada por los personajes Timón y Pumba, quienes deben enfrentarse a diversos minijuegos de acción e ingenio que se juegan utilizando únicamente el ratón del PC.